# Ванга, Федерико
Федерико Ванга (итал. Federico Vanga; XII век — 6 ноября 1218, Акко, Западная Галилея, Иерусалимское королевство (ныне Израиль) — итальянский духовный и государственный деятель, князь-епископ Трентского епископства, суверенного территориального княжества Священной Римской империи (9 августа 1207 — 6 ноября 1218).

## Биография

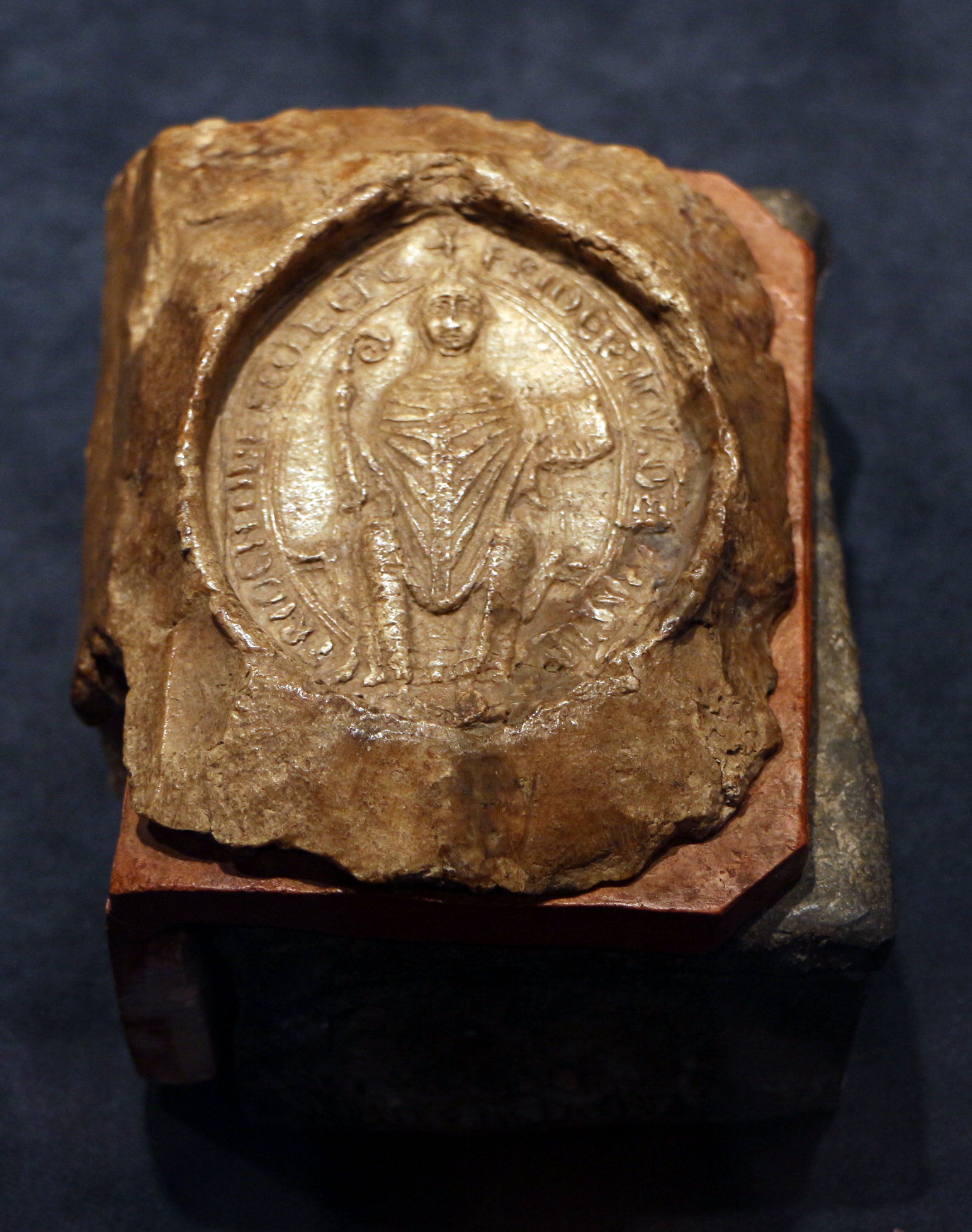
Печать епископа Федерико Ванги на свинцовом ящике с мощами, 1207—1218 гг.

Представитель знатного феодального рода сицилийской аристократии — Нотарбартоло. В 1197 году стал каноником в Аугсбурге, позже — деканом Брессаноне в Южном Тироле
9 августа 1207 года был назначен епископом Тренто, был рукоположён в епископы Трентского епископства в начале 1209 года.
В первые годы своего правления столкнулся с внутренним восстанием. В 1212 году сопровождал Фридриха II Швабского в Германию по случаю его коронации в качестве императора Священной Римской империи, в феврале 1213 года был назначен имперским викарием.
В период правления епископа Федерико Ванги (1207—1218) Тренту удалось восстановить свою власть и сдержать рост светских феодалов Тироля. Он опирался на союз с императором и епископом Бриксена и даровал обширные земельные владения Тевтонскому ордену с целью создать противовес графам Тироля и герцогам Меранским.
Ф. Ванга также организовал кодификацию документов, относящихся к епископальной власти, создав так называемую «Книгу Св. Вигилия» (Codex Wangianus), ставшую правовой основой притязаний епископов на суверенную власть в Тироле. Он также поощрял транзитную торговлю по реке Адидже, развитие городов и виноградарства, что способствовало подъёму экономики государства и укреплению его финансовой независимости. Основал ряд больниц и монастырей.

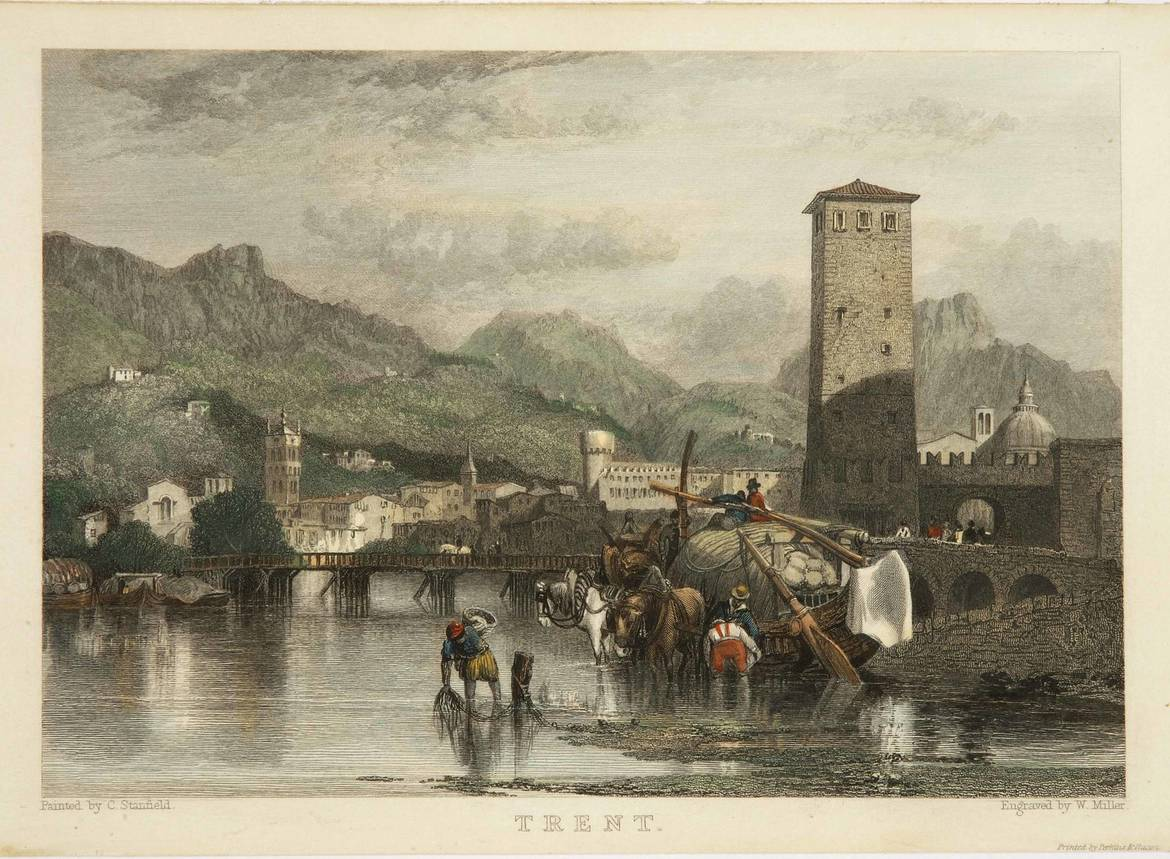
Башня Ванга. 1832

В 1208 году Ф. Ванга издал первый в альпийском регионе закон о горных разработках, упорядочив производственные отношения в этой отрасли. Вокруг Тренто была возведена новая крепостная стена, начато строительство нового кафедрального собора. В 1210 году построил оборонительную башню на берегу Адидже, названную позже Башня Ванга.
Участник Пятого крестового похода. Отправился в крестовый поход и умер по пути к Святой Земле 6 ноября 1218 года в Акко, где и был похоронен в церкви Тевтонского госпиталя рядом с алтарём.
Смерть Федерико Ванги в крестовом походе в Палестину приостановила процесс реформирования и укрепления государства. В 1236 г. император Фридрих II сместил епископа Трентского и захватил власть над его владениями.